# Nicole Calfan
Pour les articles homonymes, voir Calfan.
 (mars 2024).
Si vous disposez d'ouvrages ou d'articles de référence ou si vous connaissez des sites web de qualité traitant du thème abordé ici, merci de compléter l'article en donnant les références utiles à sa vérifiabilité et en les liant à la section « Notes et références ».
Nicole Calfan, née le 4 mars 1947 à Neuilly-sur-Seine, est une actrice et écrivaine française.

## Biographie
Nicole Calfan est la fille d'un avocat-conseiller fiscal et de Rosa Finkelstein, mère au foyer.
Après avoir été l'élève de Raymond Girard, Nicole Calfan fréquente les classes de Fernand Ledoux et Robert Manuel au Conservatoire (issue de la promotion 1969) avant d'entrer à la Comédie-Française en 1968, pour six ans. Après sa première apparition au cinéma dans Le Grand Amour de Pierre Etaix, elle joue plutôt des rôles de jeunes filles légères et les petites amies de voyous. C'est dans ce style de personnage qu'elle participe au double film de Richard Lester, en interprétant Kitty dans Les Trois Mousquetaires (1973) et la suite On l'appelait Milady (1974).
Elle rencontre Jean Yanne sur le tournage de son film Êtes-vous fiancée à un marin grec ou à un pilote de ligne ? qui va partager sa vie plusieurs années, et la dirige dans Moi y'en a vouloir des sous et Les Chinois à Paris.
En 1982, elle revient en posant nue pour Mireille Darc. Le magazine Lui publie les photos en décembre 1982.
Le 14 juin 1986, elle épouse François Valéry, ils ont deux enfants, Jérémy et Michael. Ils divorcent en janvier 1993.
En 1993, elle incarne Léna Chevalier, l'un des personnages principaux de la saga de l'été de TF1 Les Grandes Marées. Après des années de discrétion aussi bien à la télévision qu'au cinéma, elle revient en belle-mère bourgeoise dans La Vérité si je mens ! 2 de Thomas Gilou (2001) et en épouse délaissée dans Une employée modèle de Jacques Otmezguine (2003).
Elle était très amie avec l'acteur anglais Dirk Bogarde, rencontré sur le tournage de La Trahison (1975).

## Filmographie

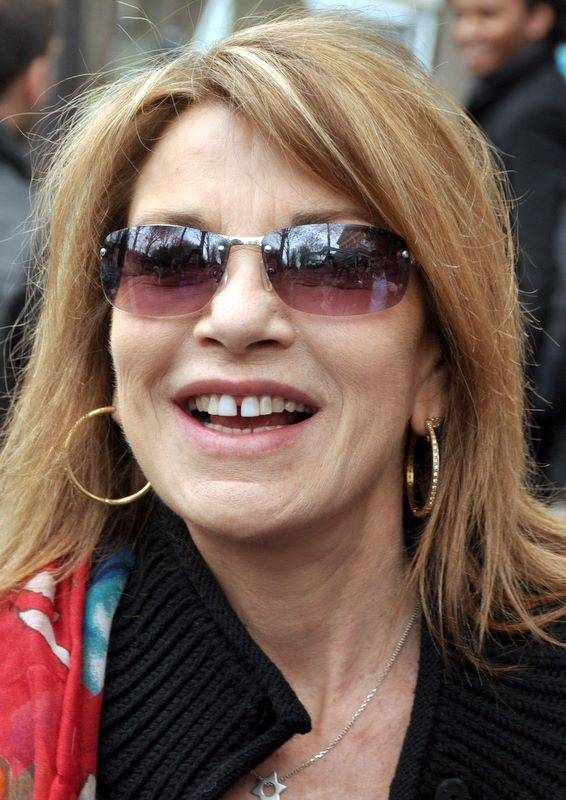
Nicole Calfan en 2013.

### Cinéma
- 1967 : Les Poneyttes (The Ponies) de Joël Le Moigné : Poupoune
- 1969 : Le Grand Amour de Pierre Étaix : Agnès
- 1970 : Borsalino de Jacques Deray : Ginette
- 1970 : Êtes-vous fiancée à un marin grec ou à un pilote de ligne ? de Jean Aurel : Annette
- 1971 : Le Casse d'Henri Verneuil : Hélène
- 1972 : Moi y'en a vouloir des sous de Jean Yanne : Nicole
- 1973 : Les Hommes de Daniel Vigne : Nunzia
- 1973 : Les Trois Mousquetaires (The Three Musketeers) de Richard Lester : Kitty
- 1974 : Les Chinois à Paris de Jean Yanne : Stéphanie
- 1974 : On l'appelait Milady (The Four Musketeers: Milady's Revenge) de Richard Lester : Kitty
- 1975 : La Trahison de Cyril Frankel : Mélissa Lascade
- 1975 : Il pleut sur Santiago d'Helvio Soto : la fille d'Allende
- 1976 : Le Gang de Jacques Deray : Marinette
- 1978 : Vas-y maman de Nicole de Buron : Karin
- 1978 : One, two, two de Christian Gion : Georgette Fabienne
- 1979 : Les Chiens d'Alain Jessua : Elisabeth
- 1982 : Les P'tites Têtes de Bernard Ménez : Mata
- 1982 : Le Sang des tropiques de Christian Bricout : Marianne
- 1985 : Un jour ou l'autre (Flash Back) d'Olivier Nolin : Florence Delaune
- 1986 : Max mon amour de Nagisa Ōshima : Hélène
- 1989 : Le Plus Escroc des deux de Frank Oz : la dame dans le train
- 2001 : La Vérité si je mens ! 2 de Thomas Gilou : Suzie Boutboul, la mère de Chochana
- 2002 : Une employée modèle de Jacques Otmezguine : Caroline Maurey
- 2004 : Nuit noire de Daniel Colas : Marie-Hélène
- 2008 : Un homme et son chien de Francis Huster : la femme de l'homme hospitalisé
- 2012 : La Vérité si je mens ! 3 de Thomas Gilou : Suzie
- 2012 : Nos plus belles vacances de Philippe Lellouche : Mamie
- 2013 : Un prince (presque) charmant de Philippe Lellouche : Mireille Lavantin
- 2014 : Toi Femmes (court métrage) de Micheline Abergel et Josselin Mahot
- 2015 : Je compte sur vous de Pascal Elbé : Rose Perez
- 2017 : Sous le même toit de Dominique Farrugia : la mère de Delphine
- 2018 : Guy d'Alex Lutz : Stéphane Madhani
- 2020 : Boutchou d'Adrien Piquet-Gauthier : la directrice d'école
- 2022 : Irréductible de Jérôme Commandeur : Martine
- 2022 : L'Homme parfait de Xavier Durringer : Catherine
- 2023 : Une nuit d'Alex Lutz : La femme au cheval

### Télévision
- 1968 : Ambroise Paré d'Éric Le Hung et Jacques Trébouta : la fille du barbier Tortosa
- 1969 : La Veuve rusée de Carlo Goldoni, réalisation Jean Bertho : Eléonore
- 1969 : Au théâtre ce soir : Caroline a disparu de Jean Valmy et André Haguet, mise en scène Jacques-Henri Duval, réalisation Pierre Sabbagh, Théâtre Marigny : Caroline
- 1972 : Ruy Blas de Victor Hugo, mise en scène et réalisation Raymond Rouleau, Comédie-Française : Casilda
- 1973 : Arsène Lupin, L'Homme au chapeau noir de Jean-Pierre Desagnat : Catherine
- 1976 : Au théâtre ce soir : La Femme de paille de Catherine Arley, mise en scène Raymond Gérôme, réalisation Pierre Sabbagh, Théâtre Édouard-VII : Hildegarde Maener
- 1977 : Le Naufrage de Monte-Cristo de Josée Dayan : Anne-Marie
- 1980 : Sam et Sally, saison 2, de Joël Santoni : Sally Cramer
- 1985 : Le Seul témoin de Jean-Pierre Desagnat : Agnès
- 1987 : L'âge de Monsieur est avancé de Pierre Étaix : Suzanne/Jacqueline
- 1993 : Les Grandes Marées de Jean Sagols : Léna Chevalier
- 1999 : Les Cordier, juge et flic de Claire Rebach : 1 épisode
- 2001 : L'Étrange Monsieur Joseph de Josée Dayan : Eva Joanovici
- 2002 : Navarro (série télévisée), saison 14, épisode La Peau du mulet de Patrick Jamain) : Martine Orloff
- 2002 : Chère fantôme  de Eric Woreth : Marion
- 2003 : Frank Riva de Philippe Setbon (épisodes Le Dernier des trois, La Croix étoilée, L'Homme de nulle-part) : Madeleine Unger
- 2004 : Commissaire Valence - épisode L'Amour d'un flic : Madame Carrère
- 2004 : Navarro (série télévisée), saison 17 épisode 1 Une affaire brûlante de José Pinheiro) : Brigitte Frachon
- 2005 : Femmes de loi de Sandro Agénor (épisode Meurtre à la carte) : Sophie Corvalec
- 2005 : Le Proc de Didier Albert (épisode Danger public) : Daphné Grimault
- 2005 : Trois femmes… un soir d'été de Sébastien Grall : Anna Avignon
- 2006 : La Promeneuse d'oiseaux de Jacques Otmezguine : Mme Marseul
- 2010 : Vieilles Canailles d'Arnaud Sélignac : Rose
- 2011 : Belmondo, itinéraire… de Vincent Perrot et Jeff Domenech : témoignage
- 2011 : La Résidence de Laurent Jaoui : Marlène
- 2013 : La Croisière (série télévisée) de Pascal Lahmani : Babou
- 2016 : Le Mari de mon mari de Charles Nemes : Maman d'Antoine
- 2017 : Scènes de ménages, épisode spécial Ça va être leur fête ! : Nicole, la mère de Camille
- 2017 : Caïn  (saison 5, épisode Paradis perdu) : Domi
- 2019 : Meurtres en Cotentin de Jérémy Minui : Marielle Lehodey
- 2021 : Demain nous appartient (à partir de l'épisode 864) : Lydie Chardeau
- 2021 : Gloria de Julien Colonna : Odile Meyers
- 2021 : Meurtres à Porquerolles de Delphine Lemoine : Diane Taillard
- 2021 : Une si longue nuit, mini-série de Jérémy Minui : Elise Courville
- 2022 : Ils s'aiment...enfin presque !, téléfilm de Hervé Brami : La mère de Jacques-André
- 2022 : Dans l'ombre des dunes de Philippe Dajoux : Evelyne
- 2022 : I3P de Jeremy Minui : Mère supérieure
- 2023 : Maman a disparu de François Basset : Caroline
- 2023 : Tout cela je te le donnerai, mini-série de Nicolas Guicheteau : la marquise
- 2023 : Alphonse de Nicolas Bedos (série Prime Vidéo) : Marianne
- 2025 : La Disparue de Compostelle de Floriane Crépin : Alice Nogarède

## Théâtre
- 1968 : Ruy Blas de Victor Hugo, mise en scène de Raymond Rouleau, Comédie-Française
- 1968 : Tartuffe de Molière, mise en scène de Jacques Charon, Comédie-Française
- 1969 : Les Italiens à Paris de Charles Charras et André Gille d'après Évariste Gherardi, mise en scène de Jean Le Poulain, Comédie-Française
- 1969 : L'Avare de Molière, mise en scène de Jean-Paul Roussillon, Comédie-Française
- 1970 : Le Songe d'August Strindberg, mise en scène de Raymond Rouleau, Comédie-Française
- 1971 : Ruy Blas de Victor Hugo, mise en scène de Raymond Rouleau, Comédie-Française au Théâtre national de l'Odéon
- 1972 : Le Comte Oderland de Max Frisch, mise en scène de Jean-Pierre Miquel, Comédie-Française au Théâtre national de l'Odéon
- 1973 : Tartuffe de Molière, mise en scène de Jacques Charon, Comédie-Française
- 1981 : Huis clos de Jean-Paul Sartre, mise en scène de Georges Wilson, Théâtre des Mathurins
- 1981 : Joyeuses Pâques de Jean Poiret, mise en scène de Pierre Mondy, Théâtre du Palais-Royal
- 1984 : Le Dindon de Georges Feydeau, mise en scène de Jean Meyer, Théâtre du Palais-Royal
- 1988 : Les Cahiers tango de Françoise Dorin, mise en scène d'Andréas Voutsinás, Théâtre Antoine
- 1989 : Pièce détachée d'Alan Ayckbourn, mise en scène de Bernard Murat, Théâtre de la Michodière
- 1992 : Sans rancune de Sam Bobrick et Ron Clark, mise en scène de Pierre Mondy, Théâtre du Palais-Royal
- 1996 : Bagatelle(s), de Noël Coward, mise en scène de Pierre Mondy, Théâtre de Paris
- 2006 : Atrocement vôtre de Daniel Colas, mise en scène de l'auteur, Théâtre des Mathurins
- 2007 : Money de Steve Suissa
- 2007 : Les Monologues du vagin d'Eve Ensler, mise en scène d'Isabelle Rattier, Théâtre Michel
- 2008 : Un point c'est tout ! de Laurent Baffie, mise en scène de l'auteur, Théâtre du Palais-Royal
- 2009 : Bon Anniversaire, mise en scène de Thierry Harcourt, pour les 60 ans du Festival d'Anjou
- 2013 : Mur de Amanda Sthers, mise en scène d'Anne Bourgeois, Petit Théâtre de Paris
- 2015 : Acapulco madame d'Yves Jacques, mise en scène de Jean-Luc Moreau, Théâtre Tête d'Or
- 2016 : Jacques Daniel de Laurent Baffie, mise en scène de l'auteur, Théâtre de la Madeleine
- 2017 : Le Tartuffe de Molière, mise en scène Michel Fau, Théâtre de la Porte Saint-Martin
- 2018 : Louise de Grégory Barco, mise en scène de l'auteur, festival off d'Avignon
- 2019 : Deux mensonges et une vérité de Sébastien Blanc et Nicolas Poiret, mise en scène Jean-Luc Moreau, Théâtre Montparnasse
- 2023 : Le Vison voyageur de Ray Cooney et John Chapman, mise en scène Michel Fau, théâtre de la Michodière

## Publications

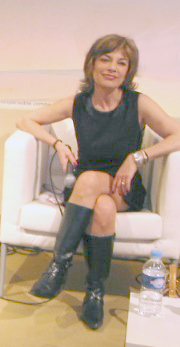
Nicole Calfan au Salon du livre de Paris de 2004.

- La Folle Enfant, Paris, Éditions 1, 1983, 103 p.  (ISBN 2-86391-073-6)
- La Guerrière, Paris, Éditions 1, 1986, 226 p.  (ISBN 2-86391-175-9)
- Laisse faire l’été, Paris, Éditions 1, 1988, 203 p.  (ISBN 2-86391-276-3)
- La Femme en clef de sol, Paris, Éditions Denoël, 1993, 189 p.  (ISBN 2-207-24032-0)
- Je n'irai pas jouer, Paris, Éditions Ramsay, 1998, 257 p.  (ISBN 2-84114-372-4)
- L’Étouffe-cœur, Paris, Éditions Flammarion, 2000, 199 p.  (ISBN 2-08-067775-6)
- Les Dents du bonheur, Paris, Éditions Flammarion, 2003, 247 p.  (ISBN 2-08-068294-6)
- Toi l'ours, moi la poupée, Paris, Éditions Michel Lafon, 2004, 233 p.  (ISBN 2-7499-0054-9)
- À part ça tout va bien : petite chronique d'une cinquantaine annoncée, Paris, Éditions Michel Lafon, 2006, 235 p.  (ISBN 2-7499-0403-X)
- La Liseuse d'icônes, Paris, Éditions de l'Archipel, 2011, 203 p.  (ISBN 978-2-8098-0512-3)
- Lettre entrouverte à Alain Delon, Paris, Éditions de l’Archipel, 2012, 200 p.  (ISBN 978-2-8098-0772-1)

## Discographie
- Impatience, Carrère, 1982

## Distinctions
- Officier de l'ordre des Arts et des Lettres